# 당 (성씨)
당씨(唐氏)는 우리 대한민국의 성씨(姓氏)이다. 2015년 대한민국 통계청 인구 조사 결과 인구는 1,146명이고, 본관(本貫)은 조선시대 때 임금에게 사적(賜籍-보통 임금에게 청해 하사받음)받은 밀양 당씨(密陽 唐氏) 단본이다. 

우리 대한민국의 당씨(唐氏)는 중국이나 베트남의 탕씨(Tang, Tong), 일본의 가라사와씨(唐沢氏), 가라하시씨(唐橋氏), 가라키씨(唐木氏), 가라카와씨(唐川氏), 가라타씨(唐田氏) 등과는 아주 무연관(無聯關) 성씨(姓氏)이다.[일본에서 카라씨(唐氏)는 메이지유신 이후로 다양한 형태로 분화(分化)]
- 한자문화권 안에서 같은 당(唐)이라는 한자를 사용(使用)한다고 해서, 같은 성씨(姓氏)는 결코 아니니, SURNAME 의 발음(發音)이 다를 뿐 아니라, 기원(起源) 역시 다르다. 외국인 분들이나 화교분들 및 사대주의자 분들은 탕씨(唐氏)나 통씨(唐氏)이지 우리 대한민국의 당씨가 아니다.

- 외국인 분들이나 사대주의자 분들께선 탕씨(唐氏)나 통씨(唐氏) 색인을 만들어 작성해 주기 바란다.

우리 밀양 당씨(密陽 唐氏)의 당(唐)은 밀양시(密陽市) 산외면(山外面) 다죽리[茶竹里,본래 예전 지명은 다원리(茶阮里)]의 지명에서 유래하기 때문이다.

## 기원
밀양 당씨(密陽 唐氏)는 한국의 성씨(姓氏)이다. 2015년 대한민국 통계청 인구 조사 결과 인구는 1,146명이고, 본관(本貫)은 조선시대 때 임금에게 사적 (賜籍-임금에게 청해 하사받음)받은 밀양 당씨(密陽 唐氏) 단본이다. 
경상남도 밀양시(密陽市)를 본관(本貫)으로 하는 조선시대 때부터 내려온 한국 고유(固有)의 양반(兩班) 성씨(姓氏)이다. 또한 신라조 진골(眞骨) 혈통(血統)에서 고려조 문벌귀족(門閥貴族) 혈통(血統)으로, 마지막으로 근대 이전에는 조선조 정3품 이상의 당상관(堂上官,조선시대 18품계 중 제5등급의 품계. 정3품 상계부터 당상관이라 하고, 하계 이하를 당하관이라고 함, 조선의 관직 가운데 최고의 관직으로서 임금과 함께 정책 결정에 참여하고 정치적 책임을 갖는 정3품 이상의 자리)급 양반(兩班) 혈통(血統)으로 이어지는 순혈(純血)의 뿌리 깊은 가문이다.

고려말 예부상서(禮部尙書-고려 말 예부(禮部)의 으뜸 벼슬로서 품계는 정3품, 현대의 외교부장관 겸 교육부장관) 박정수(朴廷秀)의 후손(後孫)이자 밀양시(密陽市) 산외면(山外面) 다죽리[茶竹里,본래 예전 지명은 다원리(茶阮里)]의 토착민(土着民)이  ‘다원리(茶阮里)’의 발음과 ‘당(唐)’의 발음이 유사한 점에 주목(注目)해서 한자(漢字)를 빌려와 성(姓)으로 삼아 쓰기 시작했다.

## 시조당성(唐誠)의조선왕조실록 기록
태종실록 26권, 태종 13년 11월 3일 기묘 1번째기사 1413년 명 영락(永樂) 11년  
공안부 윤(恭安府尹)으로 치사(致仕)한 당성(唐誠)이 졸(卒)하였다.
당성은 강절(江浙)의 명주(明州) 사람이었는데, 원(元)나라 말에 병란을 피하여 동쪽으로 왔었다. 처음에 정동행성(征東行省)380) 의 연리(掾吏)가 되었으나, 행성(行省)이 혁파되자 중랑장(中郞將)으로 사평 순위부(司平巡衛府)의 평사(評事)가 되었다. 율령(律令)에 통하고 밝아서 일을 만날 적마다 용감히 말하였는데, 당시 국정을 맡은 자가 성석린(成石璘)이 자기에게 붙지 않는 것을 미워해서 죄를 무고하여 하옥(下獄)하고, 병마 도통사(兵馬都統使) 최영(崔瑩)을 부추겨서 장차 극형에 처하려 하니, 당성이 그 죄가 사형에 이르지 않는다고 말하였으나, 최영이 듣지 않았었다. 당성이 굳이 다투었으나 어쩔 수가 없게 되자, 드디어 율문을 집어 땅에 던지면서 최영에게 이르기를,
"도통(都統)이 율문보다 먼저 났습니까? 아니면 율문이 도통보다 먼저 났습니까? 도통이 어찌하여 자기 한 사람의 견해로써 율문을 버리십니까?"
하니, 최영은 당성이 정직하다고 하여 노하지 않았고, 우리 태조도 또한 성석린을 구해 내려 하였으므로, 마침내 사형에서 감형할 수 있었다. 관직을 여러 번 옮겨 판전농시사(判典農寺事)에 이르고, 이원필(李元弼)을 대신하여 사대 이문(事大吏文)을 맡았었다. 태조가 즉위하게 되자, 호조·예조·형조·공조의 4조 전서(典書)를 거쳤다. 일찍이 노비를 변정 도감(辨定都監)에 소송하였다가 이기지 못하니, 조회에서 큰 소리로 말하기를,
"이제 이 도감(都監)은 변정(辨定)하는 것이 아니라, 부정(不定)하는 것이다."
라고 하였다. 이 때문에 연좌되어 면관(免官)되었으나, 얼마 있지 않아서 검교 판한성부사(檢校判漢城府事)로서 문서 응봉사(文書應奉司)의 제조(提調)가 되었다. 신사년에 임금이 이미 고명(誥命)을 받게 되니, 당성이 면알(面謁)하여 아뢰기를,
"지난번에는 국함(國銜)381) 을 ‘권서 국사(權署國事)’라고 칭하였으나, 이제는 다만 ‘국왕(國王)’이라고 칭하니, 이름이 바르고 말이 간단하여 매우 좋습니다."
하고, 인하여 땅에 엎드려 청하기를,
"소신(小臣)의 두함(頭銜)382) 에서도 또한 검교(檢校)383) 두 자를 없애버리고자 합니다."
하니, 임금이 웃으면서 개성 부유후(開城副留後)로 고쳐 임명하였다. 다시 공안부 윤(恭安府尹)에 옮겼다가 기축년에 본관(本官) 그대로 치사(致仕)하였다. 임금이 녹봉을 온전하게 종신토록 주게 명하였다. 당성은 성질이 부지런하고 조심스러웠으며, 나이 70이 넘어도 정력이 쇠퇴하지 않았다. 무릇 사대 문자(事大文字)가 있을 때는 반드시 친히 살피고 가다듬어 조금도 차오(差誤)가 없었으므로, 임금이 믿고 맡겼으며 본향(本鄕)을 밀양(密陽)으로 내려 주었다. 졸(卒)할 때 나이가 77세였다. 임금이 매우 슬퍼하여 중관(中官)을 보내어 조문(弔問)하고 부의(賻儀)로 쌀·콩을 각각 40석과 종이 1백 50권을 내려 주고, 관곽(棺槨)을 주고 사제(賜祭)하였다. 중궁(中宮)도 또한 사제(賜祭)하였다. 성석린이 시(詩)로써 애곡(哀哭)하였다.
"학문이 이문(吏文)을 겸하여 양쪽이 정강(精强)하니, 동방에 유익함을 누가 견줄 수 있으리오? 도통(都統)과 율문(律文)의 선후 이야기, 이 생에 갚기 어렵고 죽어도 잊기 어렵네."

## 관향
다죽리[茶竹里,본래 예전 지명은 다원리(茶阮里)]는 뒤로는 중산의 줄기에서 내려 온 꾀꼬리봉을 주산으로 하고 있으며, 동쪽으로는 평전산(平田山)이, 서쪽으로는 다원동산(茶院東山)이 이 마을을 감싸고 있고, 남쪽으로는 넓은 다원들(茶院野)을 바라볼 수 있는 마을이다. 옛날에는 마을 앞으로 북천(北川)이 흘렀으나 지금은 다원들(茶院野) 건너편으로 흐른다. 전형적인 배산임수(背山臨水)의 조건을 갖춘 마을이다. 
꾀꼬리봉의 아래쪽에 다원(茶阮)1리, 다원(茶阮)2리가 위치하고 있고, 평전산(平田山) 기슭에 죽남동이 있다. 다원들(茶院野) 가운데에 율전동이 자리 잡고 있다.이 마을이 언제부터 형성(形成)되었는지는 알 수 없다. 다원들(茶院野) 가운데 있었던 지석묘군(支石墓群)과 평전산(平田山) 기슭에 있는 고분군(古墳群) 등이 분포(分布)되어 있었던 것으로 보아 일찍부터 마을이 형성(形成)되었을 것으로 생각되나 문헌 기록에는 나타나지 않아 잘 알 수가 없다. 이 마을에 있는 모당천(毛唐泉)의 사적으로 보아 고려말 조선초에 이미 당씨(唐氏)가 살았다고 전한다. 조선 후기에 와서 죽동리와 죽서리로 방리가 나누어졌다. 지금은 산외면사무소를 중심으로 해서 동쪽은 죽동, 서쪽은 죽서로 나누고 있다.
1914년 행정구역 개편 시에 죽동, 죽서, 죽남, 율전을 병합해 다죽리(茶竹里)라는 법정리를 이루었다. 일제 말기에 죽남과 율전이 죽동에서 분동(分洞)되었다. 1965년에 행정리를 조정하면서 다원1구. 2구, 죽남, 율전 등으로 나누어졌다. 자연 마을도 다원 1리, 2리, 죽남동, 율전동 등 4개 동으로 이루어졌다. 유적지로는 다죽리 지석묘군(支石墓群)과 고분군(古墳群), 모당천[毛唐泉,죽동의 죽원재사 밑에 있는 고정(古井)이다], 혜산서원, 죽원재사 등이 있다.
다죽리[茶竹里,본래 예전 지명은 다원리(茶阮里)]는 꾀꼬리봉의 아래쪽에 위치하고 있는 마을로서 옛 이름은 다원(茶阮)이라고 한다. 다원(茶阮)이라고 한 것은 차나무가 많았기 때문에 붙여진 지명이라고 한다. 이 차나무는 보두(步斗)라는 중이 엄광사(嚴光寺) 주변에 재배했다고 하는데 이 마을까지 번식(繁殖)했다고 한다. 그리고 본래 이름은 죽원(竹阮)이었는데 다원(茶阮)이라고도 했다. 마을 앞에 관율숲이 있었는데 밤밭이 없어지고 마을이 생겨 밤밭 즉, 율전이라 부르게 됐다. 전형적인 배산임수의 조건을 갖춘 마을로 면소재지가 위치하고 있다. 또한 예부터 茶(차)나무가 유명하여 다원(茶阮)이라 불렀고, 이 차나무는 보두(步斗)라는 중이 재배했는데 현재 600년 된 차나무가 혜산서원(惠山書院)에 있다. 그리고 이 마을은 일찍이 오래전부터 밀성박씨(密城朴氏)일파(一派)가 입촌하여 살았으나 고려말 조선초 격변기를 거치면서 본래 이 지방 문벌귀족(門閥貴族) 이었던 예부상서(禮部尙書-고려 말 예부(禮部)의 으뜸 벼슬로서 품계는 정3품, 현대의 외교부장관 겸 교육부장관) 박정수(朴廷秀)의 후손들과 일파(一派)는 뿔뿔이 흩어져 지금은 없다.

## 시조
시조(始祖) 당성(唐誠)은 고려 말 예부상서(禮部尙書-고려 말 예부(禮部)의 으뜸 벼슬로서 품계는 정3품, 현대의 외교부장관 겸 교육부장관) 박정수(朴廷秀)의 혼외자(婚外子)로서 재물(財物)을 상속(相續)받기 위해 혼외자(婚外子)라는 신분(身分)을 감추고 예부상서(禮部尙書) 박정수(朴廷秀)의 손녀딸의 데릴사위로 들어가면서 ‘다죽리[茶竹里,본래 예전 지명은 다원리(茶阮里)]’ 마을의 발음과 유사한 ‘당(唐)’이라는 성(姓)을 쓰기 시작했다는 설과 ‘다죽리[茶竹里,본래 예전 지명은 다원리(茶阮里)]’ 마을의 재능있고 총명(聰明)한 평민(平民)이 예부상서(禮部尙書) 박정수(朴廷秀)의 손녀딸의 데릴사위로 들어가면서 출신(出身)을 감추기 위해 ‘당(唐)’이라는 성(姓)을 쓰기 시작했다는 설, 고려 왕족(王族)이 죽음을 모면(謀免)할 목적으로 신분(身分)을 감추기 위해 ‘당(唐)’이라는 성(姓)을 쓰기 시작했다는 설, 그리고 외국에서 망명(亡命)해 들어왔다는 설 등이 있으나 모두 확실치 않다. 그런데 외국에서 망명(亡命)해 우리나라에 들어왔다는 것은 사대주의(事大主義) 사상(思想)에서 비롯되어 전해진 것으로 신빙성(信憑性)이 아주 없다. 이는 고려(高麗)나 조선(朝鮮)의 왕족(王族)들이 당나라 황실(皇室)의 후예(後裔)임을 내세운 것과 일맥상통(一脈相通)하다. 또한 고려 왕족(王族)이라는 설은 특별한 근거(根據)가 없다. 혹자(或者)는 고려(高麗) 왕족이 당나라 숙종 또는 선종의 후예임을 내세웠고, 당성(唐誠)의 묘(墓)가 개성(開城) 왕씨 묘(墓)와 같은 곳에 있는 것을 두고 고려 왕족(王族)이라고 주장하지만 증거(證據)가 없고 정황(政況)을 볼 때 가능성은 없는 것과 같다. 또 고려 왕족(王族)이 ‘당(唐)’이라는 글자 외에도 여러 가지 성씨(姓氏)를 차용(借用)할 수 있고, 몰락한 왕족(王族)이라고는 하나 다른 고려 왕족(王族) 계통(系統)들이 시간이 흐르고 나서 뿌리를 밝히는 것을 고려해 보면 신빙성(信憑性)이 극히 낮다. 
그러므로 시조(始祖) 당성(唐誠)의 조선시대 행적(行跡)과 고려 말 조선 초 격변기(激變期)의 정황(政況)을 볼 때 당성(唐誠)은 예부상서(禮部尙書) 박정수(朴廷秀)의 후손(後孫)으로 혼외자(婚外子)가 명확(明確)하고, 예부상서(禮部尙書) 박정수(朴廷秀)의 본관(本貫)이자 고향인 다죽리[茶竹里,본래 이름은 다원리(茶阮里)] 마을의 토착민(土着民) 중 특출난 인재(人材)라는 것이 당성(唐誠)이란 한 사람의 근본(根本)이라고 볼 수 있다. 그렇기 때문에 임금한테서 관행(慣行)대로 사성(賜姓)받지 않고, 거꾸로 임금에게 청(請)해 밀양(密陽)을 본관(本貫)으로 하사(下賜)받아 유지(維持)한 것이다.

## 가문
시조(始祖) 당성(唐誠)은 고려 말에 정동행성연사(征東行省椽史)에 올랐고, 조선 개국 초에는 공조전서(工曹典書)로서 외교문서(外交文書)를 전담(專擔)하여 관장(管掌)했고, 개국원종공신(開國原從功臣)에 책록(策錄)되어 녹권(錄券)과 상전(賞田) 15결(結)을 하사(下賜)받았다. 또한 가선대부(嘉善大夫)로 개성유수(開城留守)를 거쳐 가정대부(嘉靖大夫)로 공안부윤(恭安府尹)에 이르러 밀양(密陽)을 사적(賜籍-보통 임금에게 청해 하사받음)받았다. 조선이 개국(開國)할 당시 외교문서(外交文書)를 담당했던 일과 정3품의 지위를 받은 것은 고려말 예부상서(禮部尙書-고려 말 예부(禮部)의 으뜸 벼슬로서 품계는 정3품, 현대의 외교부장관 겸 교육부장관)이자, 친부(親父) 박정수(朴廷秀)의 영향(影響)이 매우 컸다고 보여진다.
당성(唐誠, 1337년 ∼ 1413년)은 고려말에 정동행성연사(征東行省椽史)가 됐고, 그 뒤 중랑장겸사평순위부평사(中郞將兼司平巡衛府評事)와 판전농시사(判典農寺事,고려·조선시대, 전농시(典農寺)의 으뜸 벼슬. 품계는 정3품) 등을 역임(歷任)했다. 1392년(조선 태조 1) 개국원종공신(開國原從功臣)에 책록되었으며, 예조·형조·공조의 전서(典書)를 역임(歷任)했다. 1398년 호조전서(戶曹典書)로 재직중 노비소송에 패하자 노비변정도감을 비방하다가 파직(罷職)됐으나, 곧 검교판한성부사(檢校判漢城府事)에 제수(除授,추천의 절차를 밟지 않고 임금이 직접 벼슬을 내리던 일)되어 문서응봉사제조(文書應奉司提調)를 겸했다. 1401년(조선 태종 1) 태종에게 실직(實職)에 보임하여줄 것을 청해 개성부부유후(開城府副留後)에 제수(除授)됐고, 1409년 공안부윤(恭安府尹)등을 역임(歷任)했다. 성품(性品)이 근실(勤實)하고 율문(律文)·사대문서(事大文書)에 능해 고려 말과 조선 초의 형정(刑政)과 외교(外交)에 많은 공헌(貢獻)을 했다. 조선 태종 때 밀양(密陽)을 사적(賜籍-보통 임금에게 청해 하사받음)받았다.
당씨의 본관은 밀양 외에도 경주, 청주, 남원, 영광 등 다섯 본까지 기록하는 문헌이 있으나 모두가 세거지명에 불과하며, 오늘날에는 밀양 당씨 단본이다.